# Lau Peters

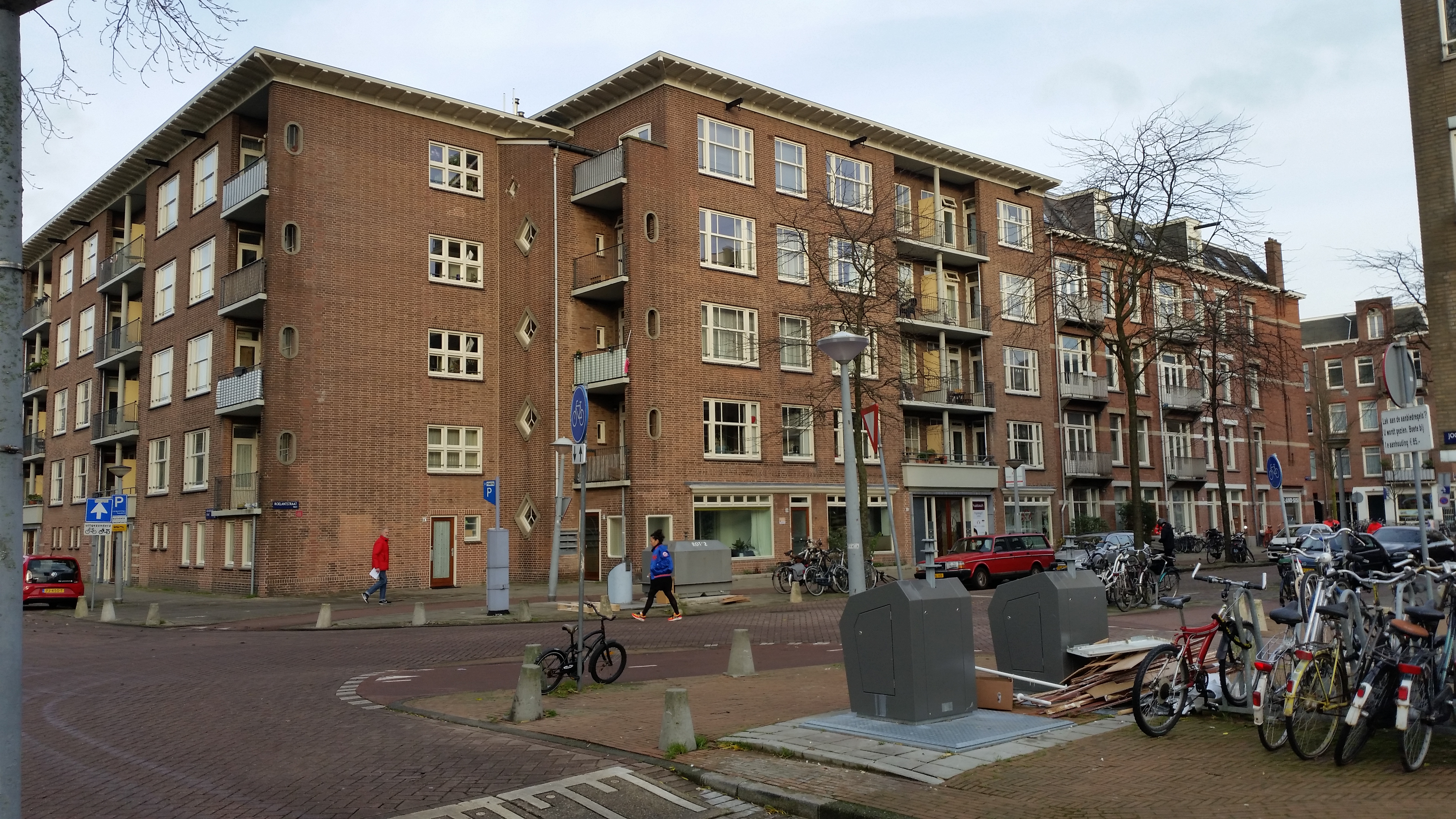
Hoek Vier Heemskinderenstraat, Roelantstraat in 2018

Laurens Theodorus Franciscus (Lau) Peters (Amsterdam, 17 februari 1900 - Amsterdam, 26 augustus 1969) was een Nederlandse architect. Zijn ontwerpen bevatten verwijzingen naar meerdere stijlen, waaronder het rationalisme en functionalisme. Hij stond bekend als Rooms Katholieke Architect. Lau Peters was lid van KVP en vertegenwoordigde die partij als Gedeputeerde bij Gedeputeerde Staten van Noord-Holland. Een functie die hij met gezag bekleedde. 
De oudste zoon van Lau Peters, Johannes Theodorus Maria (Ted) Peters - was ook architect en tevens bureaumanager. Hij heeft onder andere de oude versie van het Sint-Nicolaaslyceum te Amsterdam samen met zijn vader ontworpen. De St.Nicolaaskapel behorend tot hetzelfde gebouwencomplex werd ontworpen door de architecten Ted Peters en Ben Spängberg. Lau Peters werd voor zowel ontwerpen als uitvoerende werkzaamheden bijgestaan door architect Frans Boogers. In de periode van 1966 tot aan zijn overlijden in 1969 werkte Lau Peters nauw samen met de aankomende architect Latief Perotti, die hij het klappen van de zweep bijbracht waar het om bouwtoezicht en uitvoering ging.

## Gerealiseerde gebouwen
- Verscheidene gebouwen in Plan Zuid, Amsterdam (1928-1961)[3]
- de Vier Heemskinderenstraat met de hoek met de Roelantstraat (1952)
- de oude versie van het Sint-Nicolaaslyceum, Amsterdam (1955)
- Justus Lipsiusstraat, Amsterdam (1956)
- Sint-Nicolaaskapel, Amsterdam (1959)
- Villa Braakensiekhof 25, Amsterdam (1966), woonhuis van Lau Peters.[4]